# Metacleobis fulvipes
Metacleobis fulvipes es una especie de arácnido  del orden Solifugae de la familia Mummuciidae.

## Distribución geográfica
Se encuentra en Brasil.